# Búrfellshyrna
Búrfellshyrna är en bergstopp i republiken Island. Den ligger i regionen Norðurland eystra, 240 km nordost om huvudstaden Reykjavík. Toppen på Búrfellshyrna är 1 091 meter över havet.
Runt Búrfellshyrna är det mycket glesbefolkat, med 2 invånare per kvadratkilometer. Närmaste större samhälle är Dalvík, omkring 17 kilometer nordost om Búrfellshyrna. Trakten runt Búrfellshyrna består i huvudsak av gräsmarker.